# 3.ª etapa do Giro d'Italia de 2022
A 3.ª etapa do Giro d'Italia de 2022 teve lugar a 8 de maio de 2022 na Hungria entre Kaposvár e Balatonfüred sobre um percurso de 201 km. O vencedor foi o britânico Mark Cavendish da equipa Quick-Step Alpha Vinyl e os neerlandês Mathieu van der Poel manteve a liderança antes de pôr rumo a território italiano.

## Classificação da etapa
| Kaposvár - Balatonfüred | etapa plana | (201 km) |

| \| Classificação por etapas \| Classificação por etapas \| Classificação por etapas \| Classificação por etapas \| Classificação por etapas \| \| Ciclista \| Ciclista \| Equipe \| Tempo \| \| \| ------------------------ \| ------------------------ \| ---------------------------------- \| ------------------------ \| ------------------------ \| \| 1. \| Mark Cavendish \| Quick-Step Alpha Vinyl \| 4h56m39s \| \| \| 2. \| Arnaud Démare \| Groupama-FDJ \| + 0s \| \| \| 3. \| Fernando Gaviria \| UAE Team Emirates \| + 0s \| \| \| 4. \| Biniam Girmay \| Intermarché-Wanty-Gobert Matériaux \| + 0s \| \| \| 5. \| Jakub Mareczko \| Alpecin-Fenix \| + 0s \| \| \| 6. \| Edward Theuns \| Trek-Segafredo \| + 0s \| \| \| 7. \| Simone Consonni \| Cofidis \| + 0s \| \| \| 8. \| Caleb Ewan \| Lotto-Soudal \| + 0s \| \| \| 9. \| Alberto Dainese \| Team DSM \| + 0s \| \| \| 10. \| Phil Bauhaus \| Bahrain Victorious \| + 0s \| \| |                  |                                    |          |
| |                  |                                    |          |
| Fonte: ProCyclingStats |                  |                                    |          |
| Classificação por etapas |                  |                                    |          |
| Ciclista | Ciclista         | Equipe                             | Tempo    |
| 1. | Mark Cavendish   | Quick-Step Alpha Vinyl             | 4h56m39s |
| 2. | Arnaud Démare    | Groupama-FDJ                       | + 0s     |
| 3. | Fernando Gaviria | UAE Team Emirates                  | + 0s     |
| 4. | Biniam Girmay    | Intermarché-Wanty-Gobert Matériaux | + 0s     |
| 5. | Jakub Mareczko   | Alpecin-Fenix                      | + 0s     |
| 6. | Edward Theuns    | Trek-Segafredo                     | + 0s     |
| 7. | Simone Consonni  | Cofidis                            | + 0s     |
| 8. | Caleb Ewan       | Lotto-Soudal                       | + 0s     |
| 9. | Alberto Dainese  | Team DSM                           | + 0s     |
| 10. | Phil Bauhaus     | Bahrain Victorious                 | + 0s     |

## Classificações ao final da etapa

### Classificação geral(Maglia Rosa)
| \| Classificação geral \| Classificação geral \| Classificação geral \| Classificação geral \| Classificação geral \| \| Ciclista \| Ciclista \| Equipe \| Tempo \| \| \| ------------------- \| -------------------- \| ---------------------- \| ------------------- \| ------------------- \| \| 1. \| Mathieu van der Poel \| Alpecin-Fenix \| 9h43m50s \| \| \| 2. \| Simon Yates \| BikeExchange-Jayco \| + 11s \| \| \| 3. \| Tom Dumoulin \| Jumbo-Visma \| + 16s \| \| \| 4. \| Matteo Sobrero \| BikeExchange-Jayco \| + 24s \| \| \| 5. \| Wilco Kelderman \| Bora-Hansgrohe \| + 24s \| \| \| 6. \| Ben Tulett \| Ineos Grenadiers \| + 24s \| \| \| 7. \| Tobias Foss \| Jumbo-Visma \| + 28s \| \| \| 8. \| Bauke Mollema \| Trek-Segafredo \| + 28s \| \| \| 9. \| Pello Bilbao \| Bahrain Victorious \| + 29s \| \| \| 10. \| Mauro Schmid \| Quick-Step Alpha Vinyl \| + 29s \| \| |                      |                        |          |
| |                      |                        |          |
| Fonte: ProCyclingStats |                      |                        |          |
| Classificação geral |                      |                        |          |
| Ciclista | Ciclista             | Equipe                 | Tempo    |
| 1. | Mathieu van der Poel | Alpecin-Fenix          | 9h43m50s |
| 2. | Simon Yates          | BikeExchange-Jayco     | + 11s    |
| 3. | Tom Dumoulin         | Jumbo-Visma            | + 16s    |
| 4. | Matteo Sobrero       | BikeExchange-Jayco     | + 24s    |
| 5. | Wilco Kelderman      | Bora-Hansgrohe         | + 24s    |
| 6. | Ben Tulett           | Ineos Grenadiers       | + 24s    |
| 7. | Tobias Foss          | Jumbo-Visma            | + 28s    |
| 8. | Bauke Mollema        | Trek-Segafredo         | + 28s    |
| 9. | Pello Bilbao         | Bahrain Victorious     | + 29s    |
| 10. | Mauro Schmid         | Quick-Step Alpha Vinyl | + 29s    |

### Classificação por pontos(Maglia Ciclamino)
| Classificação por pontos | Classificação por pontos | Classificação por pontos           | Classificação por pontos | Classificação por pontos |
| Ciclista                 | Ciclista                 | Equipe                             | Pontos                   |                          |
| ------------------------ | ------------------------ | ---------------------------------- | ------------------------ | ------------------------ |
| 1.                       | Mathieu van der Poel     | Alpecin-Fenix                      | 62 pts                   |                          |
| 2.                       | Biniam Girmay            | Intermarché-Wanty-Gobert Matériaux | 55 pts                   |                          |
| 3.                       | Mark Cavendish           | Quick-Step Alpha Vinyl             | 53 pts                   |                          |
| 4.                       | Arnaud Démare            | Groupama-FDJ                       | 44 pts                   |                          |
| 5.                       | Fernando Gaviria         | UAE Team Emirates                  | 32 pts                   |                          |
| 6.                       | Pello Bilbao             | Bahrain Victorious                 | 25 pts                   |                          |
| 7.                       | Filippo Tagliani         | Drone Hopper-Androni Giocattoli    | 24 pts                   |                          |
| 8.                       | Wilco Kelderman          | Bora-Hansgrohe                     | 18 pts                   |                          |
| 9.                       | Magnus Cort              | EF Education-EasyPost              | 18 pts                   |                          |
| 10.                      | Simon Yates              | BikeExchange-Jayco                 | 15 pts                   |                          |

### Classificação da montanha(Maglia Azzurra)
| Classificação da montanha | Classificação da montanha | Classificação da montanha          | Classificação da montanha | Classificação da montanha |
| Ciclista                  | Ciclista                  | Equipe                             | Pontos                    |                           |
| ------------------------- | ------------------------- | ---------------------------------- | ------------------------- | ------------------------- |
| 1.                        | Rick Zabel                | Israel-Premier Tech                | 5 pts                     |                           |
| 2.                        | Pascal Eenkhoorn          | Jumbo-Visma                        | 5 pts                     |                           |
| 3.                        | Mathieu van der Poel      | Alpecin-Fenix                      | 3 pts                     |                           |
| 4.                        | Biniam Girmay             | Intermarché-Wanty-Gobert Matériaux | 2 pts                     |                           |
| 5.                        | Simon Yates               | BikeExchange-Jayco                 | 1 pt                      |                           |
| 6.                        | Pello Bilbao              | Bahrain Victorious                 | 1 pt                      |                           |
| 7.                        | Clément Davy              | Groupama-FDJ                       | 1 pt                      |                           |

### Classificação dos jovens(Maglia Bianca)
| Classificação dos jovens | Classificação dos jovens | Classificação dos jovens           | Classificação dos jovens | Classificação dos jovens |
| Ciclista                 | Ciclista                 | Equipe                             | Tempo                    |                          |
| ------------------------ | ------------------------ | ---------------------------------- | ------------------------ | ------------------------ |
| 1.                       | Matteo Sobrero           | BikeExchange-Jayco                 | 9h44m14s                 |                          |
| 2.                       | Ben Tulett               | Ineos Grenadiers                   | + 0s                     |                          |
| 3.                       | Tobias Foss              | Jumbo-Visma                        | + 4s                     |                          |
| 4.                       | Mauro Schmid             | Quick-Step Alpha Vinyl             | + 5s                     |                          |
| 5.                       | João Almeida             | UAE Team Emirates                  | + 5s                     |                          |
| 6.                       | Mattias Skjelmose        | Trek-Segafredo                     | + 16s                    |                          |
| 7.                       | Biniam Girmay            | Intermarché-Wanty-Gobert Matériaux | + 19s                    |                          |
| 8.                       | Mauri Vansevenant        | Quick-Step Alpha Vinyl             | + 19s                    |                          |
| 9.                       | Thymen Arensman          | Team DSM                           | + 20s                    |                          |
| 10.                      | Santiago Buitrago        | Bahrain Victorious                 | + 23s                    |                          |

### Classificação por equipas"Super team"
| Classificação por equipes | Classificação por equipes | Classificação por equipes | Classificação por equipes |
| Equipe                    | Equipe                    | Tempo                     |                           |
| ------------------------- | ------------------------- | ------------------------- | ------------------------- |
| 1.                        | Jumbo-Visma               | 29h12m45s                 |                           |
| 2.                        | Ineos Grenadiers          | + 11s                     |                           |
| 3.                        | BikeExchange-Jayco        | + 16s                     |                           |
| 4.                        | Bora-Hansgrohe            | + 22s                     |                           |
| 5.                        | Astana Qazaqstan Team     | + 43s                     |                           |
| 6.                        | UAE Team Emirates         | + 45s                     |                           |
| 7.                        | Trek-Segafredo            | + 45s                     |                           |
| 8.                        | Bahrain Victorious        | + 48s                     |                           |
| 9.                        | Quick-Step Alpha Vinyl    | + 1m01s                   |                           |
| 10.                       | EF Education-EasyPost     | + 1m24s                   |                           |

## Abandonos
- Jan Tratnik (Bahrain Victorious) não pôde completar a etapa como consequência dos problemas físicos derivados de uma queda durante a primeira etapa.[2]